# Ricarda Bauernfeind
Ricarda Bauernfeind, née le 1er avril 2000 à Ingolstadt, est une coureuse cycliste professionnelle allemande. 

## Biographie
Ricarda Bauernfeind a reçu son premier vélo de course à l'âge de douze ans. Dès lors, elle a fait du cyclisme et de la danse classique, mais a finalement décidé de faire du vélo. Elle vit avec sa famille à Eichstätt et étudie depuis 2021 pour devenir enseignante à Munich.

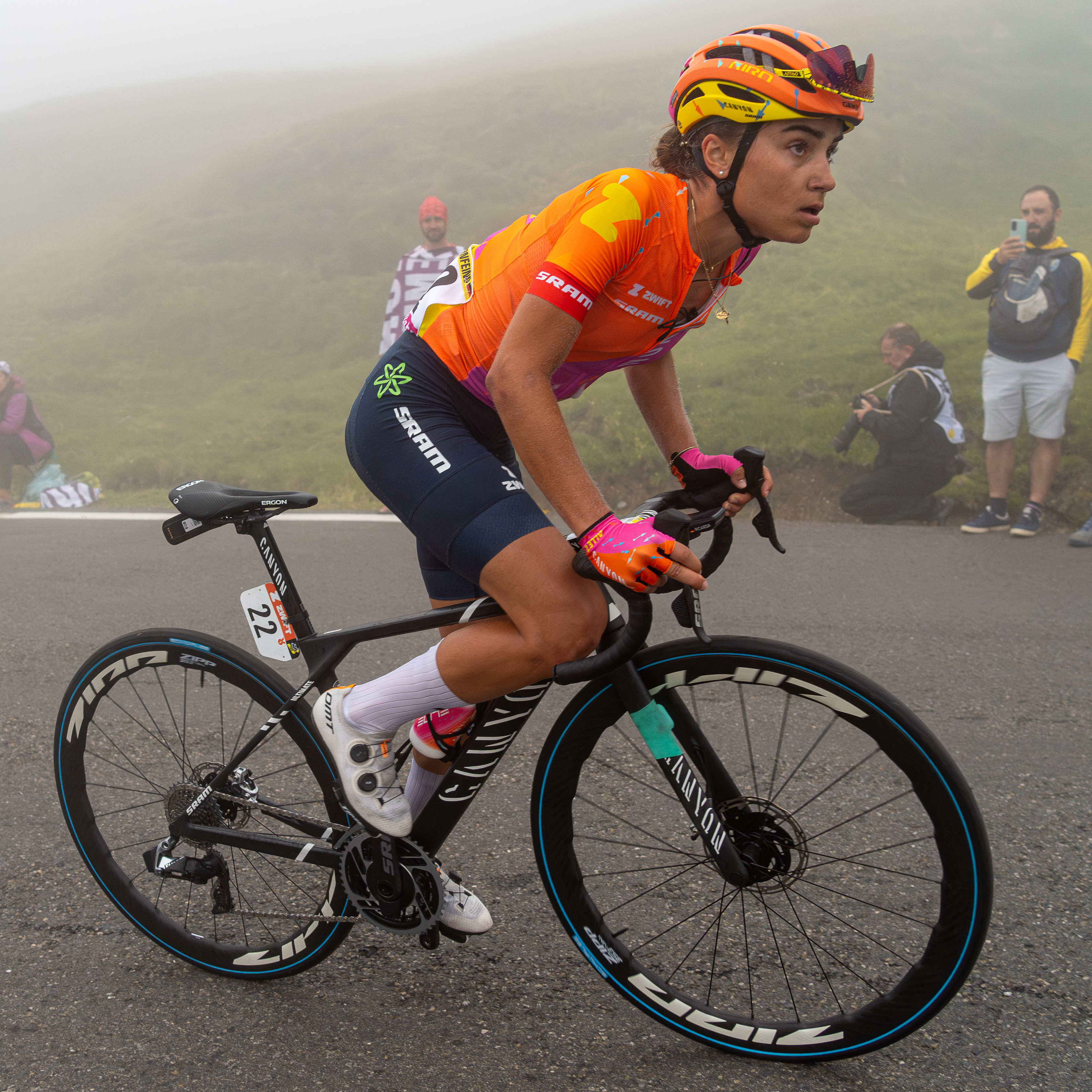
Ricarda Bauerfeind dans le Tourmalet

Au Tour d'Espagne, sur la cinquième étape, Demi Vollering imprime un rythme soutenu dans l'ascension du Mirador de Peñas Llanas, éliminant ses adversaires les unes après les autres. Annemiek van Vleuten, Ricarda Bauernfeind et Évita Muzic sont celles qui résistent le plus longtemps. Bauernfeind est troisième.  La dernière étape se décide dans la montée finale. Ricarda Bauernfeind se classe cinquième et occupe également cette place au classement général. Sur la cinquième étape du Tour de France, Ricarda Bauernfeind et Claire Steels sortent peu après la côte de Laguépie au kilomètre quatre-vingt cinq. Bauernfeind distance Steels sept kilomètres plus loin. Elle n'est plus reprise. Elle est ensuite neuvième de l'étape qui se conclut en haut du Tourmalet. Elle est neuvième du classement général final. Elle est septième du Tour de Scandinavie, puis sixième du Tour de Romandie.

## Palmarès sur route

### Par années
- 2018

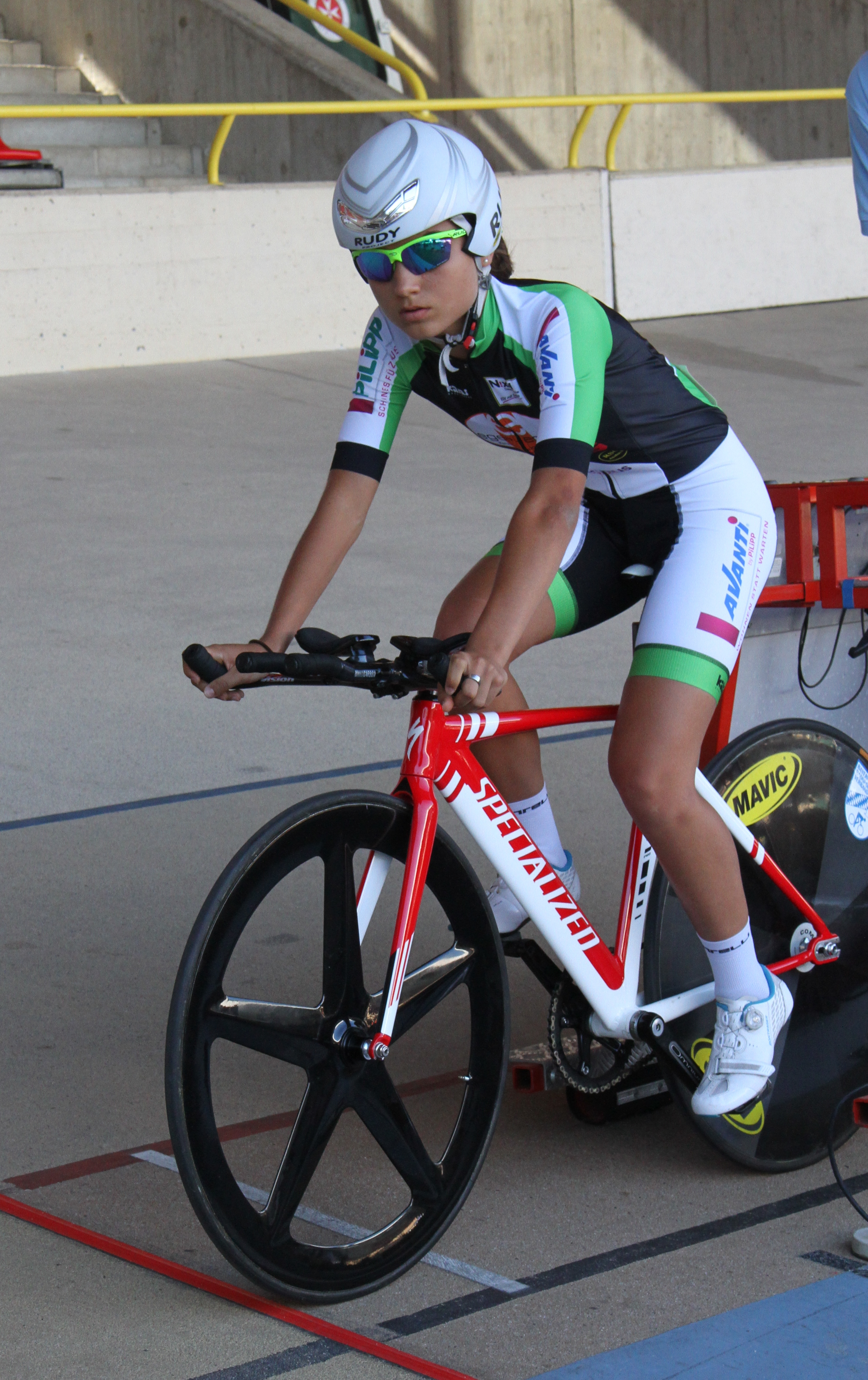
En 2016

  - 3e du championnat d'Allemagne sur route juniors
- 2021
  - 3e du championnat d'Allemagne sur route
  - 10e du championnat d'Europe sur route espoirs
- 2022
  -  Championne d'Europe du contre-la-montre en relais espoirs
  -  Championne d'Allemagne sur route espoirs
  -  Championne d'Allemagne du contre-la-montre espoirs
  - Visegrad 4 Ladies Race Slovakia
  - Grand Prix Cidade Pontevedra
  - 2e du championnat d'Allemagne sur route
  - 2e du Grand Prix Igartza
  - 2e de Balmasedako Emakumeen Saria
  -  Médaillée de bronze du championnat du monde du contre-la-montre espoirs
  -  Médaillée de bronze du championnat du monde sur route espoirs
  - 3e du Tour d'Andalousie
  - 3e du Tour Féminin International des Pyrénées
  - 5e du championnat d'Europe sur route espoirs
- 2023
  - 5e étape du Tour de France
  -  Médaillée de bronze du championnat du monde du contre-la-montre par équipes en relais mixte
  - 5e de La Vuelta Femenina
  - 6e du Tour de Romandie
  - 7e du Tour de Scandinavie
  - 9e du Tour de France
- 2024
  - 6e de La Vuelta Femenina
  - 9e de Liège-Bastogne-Liège
  - 10e du Tour des Émirats arabes unis

### Résultats sur les grands tours

#### Tour de France
2 participations :
- 2023 : 9e, vainqueure de la 5e étape
- 2025 : 32e

#### Tour d'Espagne
2 participations :
- 2023 : 5e
- 2024 : 6e

### Classements mondiaux
| Année                                 | 2019  | 2020 | 2021 | 2022 | 2023 | 2024 |
| ------------------------------------- | ----- | ---- | ---- | ---- | ---- | ---- |
| Classement UCI                        | 1032e | 564e | 234e | 49e  | 39e  | 99e  |
| UCI World Tour                        | nc    | nc   | nc   | nc   | 29e  | 50e  |
|                                       |       |      |      |      |      |      |
| Légende : nc = non classéSource : UCI |       |      |      |      |      |      |

## Palmarès sur piste

### Championnats d'Europe
| Édition / Épreuve    | Poursuite par équipes                  | Américaine           |
| Aigle 2018 (juniors) | Bronze (avec Reißner, Stern et Smekal) | Bronze (avec Eberle) |

### Championnats d'Allemagne
- 2016
  - 3e de l'omnium juniors
- 2017
  -  Championne d'Allemagne de poursuite par équipes juniors
  - 2e de la vitesse par équipes juniors
- 2018
  -  Championne d'Allemagne de l'américaine juniors
  - 2e de la poursuite par équipes juniors
  - 3e de la poursuite juniors
- 2019
  - 3e de la poursuite par équipes

## Distinctions
- Cycliste allemande de l'année : 2023